# موکتا باروی
موکتا باروی (به انگلیسی: Mukta Barve) (زاده ۱۷ می ۱۹۷۹) بازیگر هندی است.
از کارهای معروف او می‌توان به بازی در فیلم الهه اشاره کرد.